# Богданешти (Ботошани)
Богданешти (рум. Bogdănești) насеље је у Румунији у округу Ботошани у општини Санта Маре. Oпштина се налази на надморској висини од 81 m.

## Становништво
Према подацима из 2002. године у насељу је живело 456 становника, од којих су сви румунске националности.